# توم فاركهارسون
توم فاركهارسون (بالإنجليزية: Tom Farquharson)‏ هو لاعب كرة قدم أيرلندي، ولد في 4 ديسمبر 1900 في دبلن في جمهورية أيرلندا، وتوفي في 24 ديسمبر 1970 في كندا. شارك مع منتخب أيرلندا لكرة القدم ومنتخب جمهورية أيرلندا لكرة القدم. أما مع النوادي، فقد لعب مع كارديف سيتي.

## وصلات خارجية
- توم فاركهارسون على موقع ناشيونال فوتبول تيمز (الإنجليزية)
- توم فاركهارسون على موقع EliteProspects.com (الإنجليزية)